# Māris Kučinskis
Māris Kučinskis (ur. 28 listopada 1961 w Valmierze) – łotewski polityk i samorządowiec, poseł na Sejm, przewodniczący klubu poselskiego Partii Ludowej, w latach 2004–2006 minister rozwoju regionalnego i samorządności, od 2016 do 2019 premier Łotwy, w latach 2022–2023 minister spraw wewnętrznych.

## Życiorys
W 1980 został absolwentem szkoły średniej w swojej rodzinnej miejscowości, a w 1988 ukończył studia ekonomiczne z zakresu planowania przemysłowego na Uniwersytecie Łotwy w Rydze. Do 1991 pracował jako ekonomista i księgowy w różnych instytucjach administracji lokalnej. Na początku lat 90. zajął się biznesem, był dyrektorem przedsiębiorstwa Apgāds. W latach 1996–1997 i 1998–2003 sprawował funkcję przewodniczącego rady miejskiej Valmiery (kierując tym samym miejską egzekutywą). W okresie 1998–2000 był również przewodniczącym rady okręgu Valmiera.
W 1998 dołączył do Partii Ludowej, z jej ramienia w 2003 objął mandat posła VIII kadencji. W grudniu 2004 został ministrem rozwoju regionalnego i samorządności w rządzie Aigarsa Kalvītisa, funkcję tę pełnił do listopada 2006. W wyborach w 2006 uzyskał reelekcję do Sejmu IX kadencji. Został wówczas przewodniczącym klubu poselskiego Partii Ludowej, którym kierował do 2009. Powrócił na tę funkcję w 2010 w ostatnim roku kadencji. W wyborach w 2010 uzyskał reelekcję do Sejmu jako jeden z czterech przedstawicieli Partii Ludowej z ramienia komitetu O lepszą Łotwę (PLL). W Sejmie X kadencji został wiceprzewodniczącym frakcji PLL.
W wyborach w 2011 bez powodzenia ubiegał się o mandat poselski z listy Związku Zielonych i Rolników. Pracował następnie jako doradca i zastępca dyrektora generalnego zrzeszenia łotewskich miast LLPA. W 2014 uzyskał miejsce w Sejmie XI kadencji po zrzeczeniu się go przez Ivetę Grigule. W wyborach w 2014 uzyskał reelekcję z listy ZZS. Został członkiem wchodzącej w skład tej koalicji Partii Lipawskiej.
W 2016 został kandydatem swojego ugrupowania na premiera, gdy do dymisji podała się Laimdota Straujuma. 11 lutego 2016 został zatwierdzony przez Sejm na tym stanowisku.
W wyborach w 2018 został wybrany na kolejną kadencję łotewskiego parlamentu. 23 stycznia 2019 na stanowisku premiera zastąpił go Arturs Krišjānis Kariņš. W 2022 został jednym z liderów koalicji Zjednoczona Lista, z jej ramienia w tym samym roku ponownie uzyskał mandat deputowanego. W grudniu 2022 objął urząd ministra spraw wewnętrznych w drugim gabinecie Artursa Krišjānisa Kariņša. Stanowisko to zajmował do września 2023.

## Odznaczenia
- Medal Rady Bałtyckiej – 2011[14]